# Вилланова-дель-Баттиста
Вилланова-дель-Баттиста (итал. Villanova del Battista) — коммуна в Италии, располагается в регионе Кампания, в провинции Авеллино.
Население составляет 1998 человек, плотность населения составляет 100 чел./км². Занимает площадь 20 км². Почтовый индекс — 83030. Телефонный код — 0825.
Покровителем коммуны почитается святой Иоанн Креститель, празднование 29 августа.